# Бион 9
Бион 9 (Космос 2044) е биомедицинска изследователска мисия, включваща девет страни и ЕКА. Изстрелян е на 15 септември 1989 в 06:30:00 UTC с маса 6000 кг. Осемдесет експеримента са извършени в такива категории като репродуктивност, регенерация, имунология, реадаптация към нормална гравитация. Различен брой биологични видове са използани включително и гризачи.
Експериментите се извършвали върху две Резус маймуни и 10 мъжки Вистар плъхове. Полезния товар включвал още клетъчни култури (Escherichia coli). Главните обитатели били две маймуни тип макак. Мисията приключила след 14 дни, но проблем с топлинния контрол довел до смъртта на някои от видовете.